# Nouvelle théologie
La nouvelle théologie ("nuova teologia", in francese), nota anche come ressourcement (letteralmente "ritorno alle fonti", sempre in francese), è un movimento di rinnovamento della teologia cattolica nato agli inizi del XX secolo.
Il movimento, composto in prevalenza da teologi francesi e tedeschi, auspicava un ritorno alla Sacra Scrittura e ai Padri della Chiesa, prendendo le distanze dall’egemonia della scolastica. Gli interessi di ricerca si focalizzarono anche sull'esegesi biblica, la tipologia, l'arte, la letteratura e il misticismo.
La Nouvelle Théologie ebbe conseguenze determinanti sul Concilio Vaticano II e sui suoi sviluppi successivi.
Il nome "Nuova teologia" fu un peggiorativo ideato dagli oppositori di questo movimento.

## Origine del termine
L’espressione “teologia nuova” fu coniata nel ‘42 in un articolo edito da L'Osservatore Romano a firma del teologo Pietro Parente, sebbene essa si sia diffusa solamente quattro anni più tardi, ad opera di un articolo critico di Garrigou-Lagrange.

## Storia
Dopo la promulgazione dell'enciclica Aeterni Patris da parte di papa Leone XIII, a cavallo fra la fine del XIX secolo e la prima metà del XX secolo, il pensiero cattolico era dominato dal neotomismo. Quale controreazione al modernismo teologico, esso insisteva in una rigida aderenza alla dottrina, ai metodi e ai principi di san Tommaso d'Aquino, Dottore della Chiesa. La dominanza si accentuò agli inizi del XX secolo col Giuramento antimodernista di Papa Pio X e con la pubblicazione nel 1914 di 24 tesi tomiste che dovevano essere obbligatoriamente insegnate in tutte le scuole come elementi di teologia fondamentale.
Alcuni studi sviluppati fra il 1906 e il 1926 da gesuiti francesi a Ore Place e a Hastings possono essere visti come antesignani del movimento. Tuttavia, la sua estensione storica è tipicamente collocata fra il 1935 ed il 1960. Nelle sue fasi iniziali, fra gli anni Trenta e i primi anni Quaranta, il movimento è associato ad una produzione in lingua francese, che si contrapponeva al latino dei testi ufficiali.
Il movimento trasse origine dal convento cistercense belga detto di Le Saulchoir, non distante dal confine con la Francia, cosiddetto poiché sorgeva in una zona ricca di salici. Pur senza interloquire con la modernità, il movimento si occupò della modernizzazione della teologia cattolica che, secondo la loro visione, non rifletteva lo spirito del Vangelo e dell’umanità.
I suoi protagonisti furono: Pierre Teilhard de Chardin, in teologia e scienza; Henri de Lubac, in teologia e cattolicità; Jean Daniélou, in teologia e storia; Marie-Dominique Chenu, in teologia dei segni dei tempi e Yves Congar, in materia di ecclesiologia ed ecumenismo, così come anche Hans Urs von Balthasar, Karl Rahner, Hans Küng, Edward Schillebeeckx, Louis Bouyer, Pierre Ganne, Jean Mouroux e Joseph Ratzinger (il futuro papa Benedetto XVI). Essi diedero i propri contributi all’esegesi biblica, alla tipologia, all’arte, alla letteratura e alla mistica.
Il caposcuola, Marie-Dominique Chenu, espresse le linee programmatiche in un opuscolo pubblicato nel 1937 in francese. Il nome Nouvelle théologie fu coniato dal padre Réginald Garrigou-Lagrange, a seguito di un suo articolo polemico pubblicato dalla rivista Angelicum nel '46.
A partire dagli anni Trenta, il movimento destò le preoccupazioni di Papa Pio XII, che vedeva in essa un ritorno alla crisi modernista sviluppatasi durante il pontificato di Papa Pio X: il pontefice bandì dall'insegnamento di domenicani di Le Saulchoir ed i gesuiti di Fourvière. L'enciclica Humani generis, pur senza menzionare nessun individuo o gruppi di opinione, vennero generalmente viste come una condanna di numerosi elementi della Nouvelle théologie: in tali documenti, il Pontefice attacca "nuove correnti intellettuali" nella Chiesa, che egli riteneva rigettassero i dogmi formulati dalla teologia scolastica, riformulandoli in una via inconsistente con la tradizione della chiesa, cadendo nell'errore del relativismo e di una critica dei testi biblici che deviava dai principi dell’ermeneutica biblica dei predecessori, e in particolare di Leone XIII. Pio XII ammonì che tali nuovi correnti avevano sposato l’eresia modernista, duramente condannata da Pio X nell’enciclica Pascendi Dominici gregis. Sebbene De Lubac insistesse che la Humani generis non fosse rivolta contro di lui, ad esso seguì l’epurazione delle due case religiose di Le Saulchoir e di Fourvière. Alcune parti delle encicliche Mystici Corporis Christi e Mediator Dei sono state anch'esse considerate come una condanna della Nouvelle théologie.
Una decade più tardi diversi teologi comunemente additati come membri della Nouvelle théologie parteciparono al Concilio Vaticano II con la qualifica di peritus. Durante il Concilio, il movimento si scisse in due correnti che orbitavano attorno ad altrettante riviste: Concilium, fondata nel ’65, alla quale aderirono Rahner, Congar, Schillebeeckx, Küng e Chenu; Communio, fondata nel ’72, alla quale aderirono De Lubac, Balthasar, Ratzinger, Daniélou e Walter Kasper. Completamente riabilitati all’interno della Chiesa cattolica, furono creati cardinali Hans Urs von Balthasar, Jean Daniélou, Yves Congar, Henri de Lubac, mentre Joseph Ratzinger sarebbe poi giunto al soglio pontificio.
L'enciclica Veritatis splendor di Papa Giovanni Paolo II ammorbidì le rigide condizioni di Aeterni Patris e Humani generis, stabilendo che, sebbene il pensiero tomista aveva la precedenza nella teologia cattolica, altri pensieri teologici erano accettabili, a patto che non violassero le disposizioni del Magistero.

## Idee
In alcuni loro scritti tardivi, Yves Congar, Henri de Lubac e Henri Bouillard dichiararono che la Nouvelle Théologie non era nient’altro che un’invenzione dei loro rivali, negando in questo modo l’esistenza di un gruppo coordinato. I loro studi sono accomunati dalle seguenti caratteristiche:
- una visione storicistica dello sforzo teologico;
- il richiamo alla teologia positiva;
- un abito critico avverso il Neoscolasticismo.

I teologi comunemente associati alla Nouvelle Théologie sono: Henri De Lubac (che insisteva che la Humani generis non era una condanna delle sue dottrine, a differenza di quanto era creduto dalla maggioranza), Pierre Teilhard de Chardin, Hans Urs von Balthasar, Yves Congar, Karl Rahner, Hans Küng (che negò il dogma dell’infallibilità papale e per questo fu sospeso dall'insegnamento), Edward Schillebeeckx, oltre a Marie-Dominique Chenu, Louis Bouyer, Jean Daniélou, Jean Mouroux, Henri Bouillard e Joseph Ratzinger.

## Critiche
Le prime critiche arrivarono fra la fine degli anni Quaranta e durante gli anni Cinquanta. Nel 1946, un articolo della rivista ‘’Angelicum’’, a firma dell’influente teologo domenicano Reginald Garrigou-Lagrange, sostenne che, a discapito del loro nome ‘’Ressourcement’’, il movimento non ritornava alle fonti, bensì deviava dalla tradizione e in realtà costruiva una propria "nuova teologia", che era modernismo puro.
L’articolo citava Henri Bouillard, laddove afferma: «Le idee impiegate da San Tommaso sono semplicemente nozioni aristoteliche applicate alla teologia...Rinunciando al sistema aristotelico, il pensiero moderno ha abbandonato le idee, il progetto e le contrapposizioni dialettiche che avevano senso soltanto in funzione di quel sistema». Garrigou-Lagrange si chiese allora: «come può allora il lettore eludere la conclusione, cioè che, poiché non è più attuale, la teologia di San Tommaso è una falsa teologia?  ... E ancora, come può 'una verità immutabile' mantenersi se le due nozioni unite dal verbo essere sono essenzialmente variabili o mutevoli?». Questi spunti critici furono ripresi dall’enciclica ‘Humani generis’’ di papa Pio XII.